# 4-этилгваякол
4-Этилгваякол — фенольное соединение природного происхождения.

## В природе
4-Этилгваякол образуется в вине и пиве наряду с 4-этилфенолом при заражении дрожжами Brettanomyces (т.н. «британский грибок»). При концентрации 4-этилгваякола, превышающей сенсорный порог (>600 мкг / л), он придаёт вину запах «бекона», «гвоздики» или «дымка́». Эти характеристики могут быть привлекательными для вина, однако из-за одновременного присутствия 4-этилфенола, привкус и аромат которого гораздо более агрессивные, само наличие 4-этилгваякола часто означает порчу вина. Соотношение между уровнями 4-этилфенола и 4-этилгваякола существенно меняет органолептические свойства вина.